# Rataspona (Schiff, 1976)
Die Rataspona ist ein deutsches Fahrgastschiff.

## Geschichte
Das Schiff wurde 1976 unter der Baunummer 61 auf der Lux-Werft in Mondorf gebaut. Bis 1991 fuhr es unter dem Namen Weltenburg für Stadler & Co. in Kelheim, dann folgte laut Dieter Schubert ein kurzes Intermezzo als Inn, ehe das Schiff auf den Namen Engelhartszell umgetauft wurde. Als Engelhartszell fuhr es für Wurm & Köck in Passau. Seit August 1998 wird das Schiff von der Regensburger Personenschifffahrt Klinger GmbH betrieben und trägt den Namen Rataspona. Die Rataspona ersetzte dort das Fahrgastschiff Regensburg, das 1998 als Fridericus Rex nach Potsdam kam. Ihren Namen übernahm sie aber von der schon 1997 verkauften früheren Rataspona des Unternehmens, die inzwischen Klifrak heißt. Zu Dieter Schuberts Zeiten durfte die Rataspona noch 400 Fahrgäste befördern, mittlerweile liegt die Obergrenze bei 250 Personen.